# Großsteingräber bei Weste

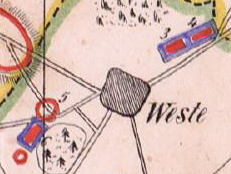
Lage der Gräber 1–3 (Nr. 3, 4 und 6) nach von Estorff

Die Großsteingräber bei Weste waren sechs megalithische Grabanlagen der jungsteinzeitlichen Trichterbecherkultur bei  Weste im Landkreis Uelzen (Niedersachsen). Sie wurden im 18. und 19. Jahrhundert zerstört. Drei Anlagen wurden in den 1840er Jahren durch Georg Otto Carl von Estorff dokumentiert. Von den Gräbern 1 und 3 fertigte er Grundrisszeichnungen an; diese Anlagen tragen die Sprockhoff-Nummern 790 und 791. Drei weitere Gräber wurden 1769 durch Johann Daniel Taube verzeichnet und waren bei von Erstorffs Aufnahme offenbar schon restlos zerstört.

## Lage
Die Gräber 1 und 2 lagen nordöstlich von Weste dicht beieinander. Sie befanden sich nördlich des Weges nach Kollendorf. Grab 3 lag etwa 1 km südwestlich von Weste bei einer Gruppe von Grabhügeln. Die wohl schon im 18. Jahrhundert zerstörten Gräber 4–6 lagen östlich des Ortes.

## Beschreibung

### Grab 1

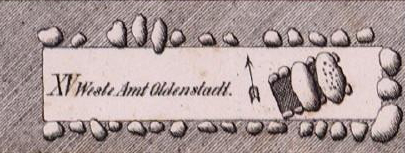
Grundriss von Grab 1 nach von Estorff

Die Anlage besaß ein annähernd ost-westlich orientiertes Hünenbett mit einer Länge von etwa 22 m und einer Breite von 7 m. Die Umfassung war noch größtenteils erhalten. Von Estorff verzeichnete an der nördlichen Langseite 13 Steine (von denen drei umgekippt waren), an der südlichen Langseite 15 aufrecht stehende Steine und an der östlichen Schmalseite drei sehr große Steine. Die Steine der westlichen Schmalseite fehlten, möglicherweise war das Hünenbett auch ursprünglich länger als von Estorff annahm. Nahe am Ostende des Betts lag die schräg gestellte Grabkammer. Sie war westsüdwest-ostnordöstlich orientiert. Die Zahl der Wandsteine ist auf von Erstorffs Zeichnung nicht eindeutig zu erkennen, es dürften wahrscheinlich fünf Wandsteinpaare an den Langseiten gewesen sein. Der westliche Abschlussstein fehlte bereits, der östliche möglicherweise auch. Von den ursprünglich wohl drei Decksteinen waren nur noch der mittlere und der östliche erhalten; letzterer wies zahlreiche Schälchen auf. Der genaue Grabtyp lässt sich nicht eindeutig ermitteln, aufgrund der Größe der Kammer muss es sich aber um einen Großdolmen oder ein Ganggrab gehandelt haben.

### Grab 2
Grab 2 wurde durch von Estorff nicht näher beschrieben. Aus der Kartensignatur ist lediglich ersichtlich, dass es ein Hünenbett besaß. Über Ausrichtung, Maße und Grabtyp liegen keine Informationen vor.

### Grab 3

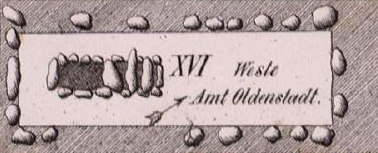
Grundriss von Grab 3 nach von Estorff

Grab 3 besaß ein nordost-südwestlich orientiertes Hünenbett mit einer Länge von etwa 24 bis 25 m und einer Breite von 8,5 m. Die Umfassung war nur noch unvollständig erhalten. Von Estorff gab acht Steine an der nordwestlichen Langseite, sieben an der südöstlichen Langseite, vier an der südwestlichen Schmalseite und zwei an der nordöstlichen Schmalseite an. In der südwestlichen Hälfte des Betts befand sich die ebenfalls nordost-südwestlich orientierte Grabkammer. Sie hatte eine Länge von 6,5 m und eine Breite von 2 m. Von Estorff verzeichnete sieben Wandsteine an der nordwestlichen Langseite, sechs an der südöstlichen Langseite und jeweils einen Abschlussstein an den Schmalseiten. In der nordöstlichen Hälfte der Kammer waren noch drei Decksteine erhalten, von denen der äußere wohl noch auflag, während der zweite wohl verrutscht und der dritte bereits ganz von den Wandsteinen abgestürzt war. In der südwestlichen Hälfte fehlten die Decksteine bereits. Zwischen den beiden mittleren Wandsteinen der Südostseite befand sich eine größere Lücke; es ist allerdings nicht klar, ob es sich hier um den ursprünglichen Zugang handelte, oder ob die Tragsteine durch den herabgestürzten Deckstein verschoben worden waren. Es kann daher nicht eindeutig entschieden werden, ob es sich bei der Anlage um einen Großdolmen oder ein Ganggrab gehandelt hat.

### Gräber 4–6
Über die Gräber 4–6 liegen keine näheren Angaben vor.